# Чалтырь
Ча́лтырь (арм. Չալթր) — село в Ростовской области, административный центр Мясниковского района и Чалтырского сельского поселения.
В настоящее время более 17 тыс. жителей. Крупнейший населённый пункт района.

## География
Село расположено в девяти километрах к западу от Ростова-на-Дону. С севера к Чалтырю непосредственно примыкает село Крым (5,8 тыс. жителей). Через село протекают реки Мокрый Чалтырь и Хавалы. Расстояние от Чалтыря до ближайших областных центров Краснодара и Волгограда — 313 км и 508 км, до Москвы — 1117 км.

## История

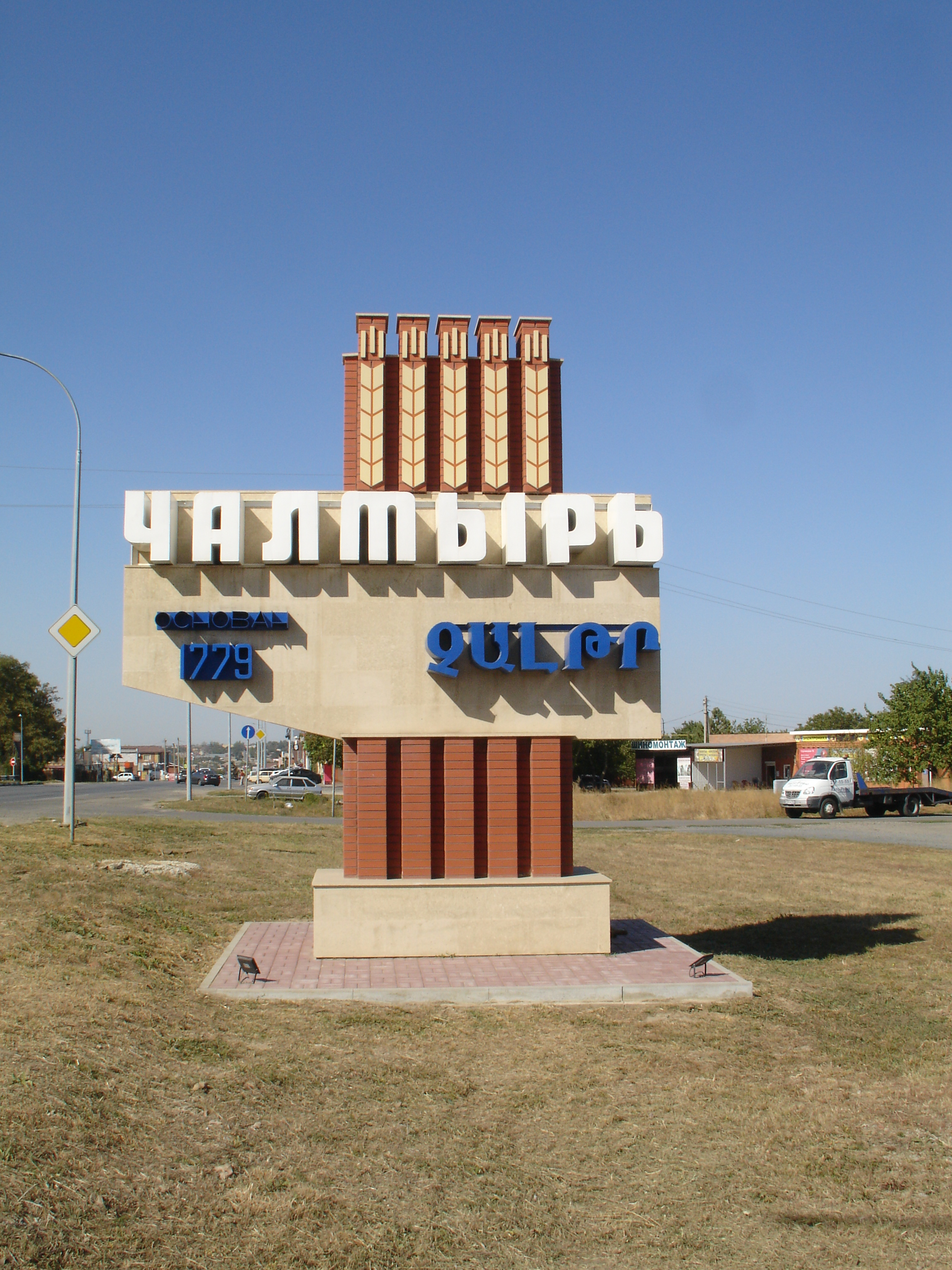

Чалтырь основан 1 августа в 1779 году армянами, переселенцами с полуострова Крым, родиной которых в свою очередь является столица средневековой Армении город Ани. Говорят на нор-нахичеванском (донском, крымско-анийском) диалекте западноармянского языка. Донские армяне и сейчас составляют бо́льшую часть населения села и других населённых пунктов Мясниковского района Ростовской области.
В 1869—1870 годах через хутор Мокрый Чалтырь была проложена железная дорога линии Таганрог — Ростов. Строили и обслуживали эту дорогу не только приезжие артели, но и местное население. На станции Мокрый Чалтырь ежедневно останавливаются пригородные электропоезда, которые следуют в направлении станций Таганрог-2, Успенская, Ростов-Главный.
В конце XIX века крестьяне села Чалтырь вывели народным способом, отбирая качественные зёрна, новый сорт сильной, яровой пшеницы «чалтырка».
В ходе российского вторжения в Украину в начале 2025 года появились сообщения о взрывах ночью на 10 января вблизи села, после чего - о вторичной детонации. По сообщению Украины, был поражен склад с разведдронами.

### Происхождение названия села
О происхождении названия села Чалтырь существует множество версий. По одной из легенд название Чалтырь происходит от армянских слов «чал», «чалка» — причал, причаливать. Это село самое большое из пяти (позже из шести) армянских поселений Нахичеванской округи, которые были основаны в 1779 году армянами — переселенцами из Крымского села Орталанк. На выбор места для строительства села повлияла не только близость к Крепости святого Димитрия Ростовского, но и то обстоятельство, что здесь проходил большой Бахмутский торговый путь из Приднестровья к устью Дона. Согласно легенде первые постройки Чалтыря были возведены на склоне балки Чалтырьской у родника, который называется Мец-Чорвах (Большой родник).
Другая легенда утверждает, что название села произошло от озера Чалдырь (Чалдыр, Чилдыр) или Чалдыр (Чалдыр-гель) — озеро в северо-восточной части Карсской области на северной окраине Армянского (Карсского) плато.

## Население
| 1959 | 1970    | 1979    | 1989    | 2002    | 2010    |
| ---- | ------- | ------- | ------- | ------- | ------- |
| 7983 | ↗10 238 | ↗10 924 | ↗13 078 | ↗14 711 | ↗15 334 |

### Известные люди
- Даглдиян, Калуст Тигранович (1946—2021) — советский и российский художник.
- Закарян, Арташес Гургенович — борец греко-римского стиля. Завоевал первую золотую медаль для сборной России на первых всемирных юношеских играх под олимпийским патронажем в 1998 году.
- Мовсесян, Калуст Багдасарович (род. 1951) — российский художник.
- Салтыков, Саркис Андреевич (1905—1983) — советский армянский инженер и учёный-металлург, профессор. Автор нескольких книг о почтовых марках Армении.
- Тащиев, Сурен Амбарцумович (1919—1943) — Герой России.
- Хатламаджян, Сейран Ованесович (1937—1994) — армянский живописец, график и общественный деятель, один из основоположников армянского абстракционизма.
- Чубаров, Валерий Яковлевич (1950—2012) — советский и российский художник.
- Чубарьян, Александр Оганович (род. 1931)— российский историк, специалист по новой и новейшей истории Европы. Доктор исторических наук, профессор, действительный член РАН.
- Явруян, Егия Хачикович (род. 1981) — российский и армянский футболист.
- Ялтырян, Арменак Вартересович (1914—1999) — известный советский борец, тренер, многократный чемпион СССР по вольной и греко-римской борьбе, один из основоположников советской школы вольной борьбы.

## Экономика
- Пищевая: молочный, маслобойный заводы, мельница.
- Производство стройматериалов: кирпичный и асфальтовый заводы.
- Электромеханический завод. Автосервисный центр ремонта.

### Транспорт
- Железнодорожная станция Хапры на ветке «Ростов—Таганрог» расположена в четырёх километрах от села.
- Автобусное сообщение представлено маршрутами №№450 (Ростов-на-Дону — Чалтырь), 453 (Ростов-на-Дону — Крым), 455 (Ростов-на-Дону — Синявское), 457 (Ростов-на-Дону — Хапры — Калинин), 458 (Ростов-на-Дону — Щедрый)

## СМИ

### Телевидение
С ноября 1997 по 31 марта 2020 года действовал местный телеканал «ГЯНК».
Возможен приём эфирных телеканалов из Ростова-на-Дону.

### Радио
Возможен приём радиостанций из Ростова-на-Дону.

### Пресса
Общественно-политическая газета «Заря»

## Достопримечательности

Церковь Сурб Амбарцум (Святого Вознесения)

- Действующая армянская церковь святого Амбарцума (Вознесения Христова), построенная в 1860-е годы по типовому проекту таганрогского архитектора Н. Муратова. Церковь Сурб Амбарцум находится в центре села по улице 6-я линия. В годы Великой Отечественной войны церковь была закрыта. В 1944 году вновь открыта. Слева от центрального входа в церковь в 1990 году установили хачкар, который является копией хачкара 1279 года, находящегося в Святом Эчмиадзине в Армении. Надпись на пьедестале хачкара повествует, что установлен камень в память о турецком геноциде армянского населения в 1915 году.
- Мемориал Воинской славы, возведённый в память о павших воинах Красной армии. Памятник односельчанам, расстрелянным в годы Великой Отечественной войны 1941—1945 гг.,
- Барельеф и мемориальная доска Героя России лётчика Сурена Амбарцумовича Тащияна установлен в центральном парке с. Чалтырь на мемориале Славы. В годы войны С. А. Тащиян совершил около 400 боевых вылетов, участвовал в 187 воздушных боях. На его счету 11 сбитых немецких самолётов.
- Памятник воинам, павшим при освобождении хутора Мокрый Чалтырь.
- Памятник безвинно погибшим от рук фашистов 10 землякам. Установлен к 30-летию Победы в 1975 году на западной окраине села.
- Средневековый хачкар.
- Множество баров и кафе, расположенных вдоль главной улицы.
- Родники Салых-Су, Мец Чорвах, Мамаин деран, Хазах-Чорвах, Хошаф-Чорвах. О местных родниках сложены легенды. Часть из них обустроены. В своё время в Чалтыре над колодцем-родником Салых-Субыла была построена часовня с маленьким колоколом. Около родника устраивались праздники, народные игры. К настоящему времени часовня не сохранилась.
- Родник Мец Чорвах. В XIX веке родник определил местоположение села. После основания села родник обложили камнем и сделали колодец. Воду черпали ведром с помощью верёвки. В 1936 году около колодца-родника построили крытый бассейн, куда вода текла по трубам. С одной стороны сделали краны, из которых люди наливают воду. Родник Мец Чорвах упоминается в местном фольклоре и в стихотворениях мясниковских поэтов[15].
- Объектами культурного наследия района являются хачкары надгробий старого армянского кладбища.
- Памятный знак в честь 75-летия образования Мясниковского района.
- Памятник В. И. Ленину установлен на центральной площади села перед зданием администрации. Скульптура Ленина стоит на постаменте. В. Ленин изображён в верхней одежде в положении стоя.
- Историко-этнографический музей. Открыт в 1992 году. Среди экспонатов музея —  предметы быта, истории армянского населения села, предметы декоративно-прикладного искусства[16]. Музей находится в районном доме культуры.
- Курганы Чатал-Оба при въезде в село.

Монумент Славы

Памятник пограничникам
Памятник ликвидаторам последствий аварии на ЧАЭС

## В массовой культуре
В селе Чалтырь проходили натурные съёмки художественного фильма «Мифы моего детства» (2005).